# Fernando Fajardo y Álvarez de Toledo
Fernando Joaquín Fajardo de Requeséns y Zúñiga marchese di Los Velez (Madrid, 1635 – Madrid, 2 novembre 1693) è stato Marchese di Martorell dal 1635 al 1693 e Viceré del Regno di Napoli dal 1675 al 1683.